# Brzyście (Jasło)
Pour les articles homonymes, voir Brzyście.
Brzyście est une localité polonaise de la gmina et du powiat de Jasło en voïvodie des Basses-Carpates.